# Hilairella polyandra
Hilairella polyandra là một loài thực vật có hoa trong họ Ochnaceae. Loài này được (A. St.-Hil.) Tiegh. mô tả khoa học đầu tiên năm 1904.